# مقاطعة برول (داكوتا الجنوبية)
برول (بالإنجليزية: Brule)‏ هي إحدى مقاطعات ولاية داكوتا الجنوبية في الولايات المتحدة الأمريكية.